# Visión de Filiberto
La Visión de Filiberto es una traducción del poema latino Visio Philiberti, también llamado Dialogus inter corpus et animam (Diálogo entre el cuerpo y el alma). Enzo Franchini sitúa este poema latino entre los debates literarios de la Edad Media. El contenido relata cómo el ermitaño Filiberto, después de una larga vigilia, al quedarse dormido sufre una pesadilla en la que se le aparece un cuerpo sin espíritu lleno de gusanos junto al alma dolorida de ese cuerpo, que le lanza maldiciones por haber cedido a las tentaciones mundanas. El cuerpo recrimina al alma no haber dominado los malos instintos de la carne. Después de la disputa, aparece el Demonio y se lleva el alma al Infierno. Filiberto se despierta aterrorizado y comienza a rogar librarse de las penas espantosas que acaba de vivir en su pesadilla.  
El códice se conservó junto a un manuscrito del Libro de Buen Amor, y fue editado de forma impresa por José M. Octavio de Toledo en 1878. Actualmente se custodia en la Biblioteca Nacional de España. Es un manuscrito de papel ceptí al que le faltan muchas hojas y está apolillado. De los 126 a 138 folios que tenía el códice inicialmente, se conservan solo 48. Su tamaño es de 250 x 155 mm.